# Emmanuel Augusto Nery
Emmanuel Augusto Nery (* 25. Dezember 1892 in Rio de Janeiro; † 5. November 1927 ebenda) war ein brasilianischer Fußballnationalspieler. Er war auf der Position eines Abwehrspielers eingesetzt. Er spielte für die brasilianische Fußballnationalmannschaft von 1914 bis 1916.

## Karriere

### Verein
Nery begann seine fußballerische Laufbahn 1910 bei Fluminense FC. 1911 konnte er mit dem Klub die Staatsmeisterschaft von Rio de Janeiro gewinnen. 
Eine Meinungsverschiedenheit zwischen Kapitän Alberto Borgerth und der Mannschaftsführung von Fluminense führte dazu, dass neun Spieler, darunter Nery, 1912 zum künftigen Lokalrivalen CR Flamengo wechselten. Flamengo hatte zu dem Zeitpunkt noch keine Fußballabteilung, sondern betrieb bis dahin nur den Rudersport. Diese wurde erst durch die Dissidenten gegründet. Nery bestritt das erste Spiel mit Flamengo am 3. Mai 1912 gegen den SC Mangueira, welches 15:2 gewonnen wurde.  Am 7. Juli 1912 gab es dann das erste Derby gegen Fluminense (Endstand–2:3). 1914 und 15 gewann Nery mit Flamengo abermals die Staatsmeisterschaft. 1919 beendete er als Kapitän der Mannschaft seine aktive Laufbahn. Bis dahin hatte er 112 Pflichtspiele (sechs Tore) für den Klub bestritten.

### Nationalmannschaft
Seit 1906 traten Auswahlteams brasilianischer Fußballspieler gegen Länder- oder Klubmannschaften an. Diese Treffen galten noch nicht als offizielle Länderspiele Brasiliens. Nery nahm an einem dieser Spiele am 24. August 1913 gegen den Corinthian FC teil. Seine Mannschaft bestand ausschließlich aus Spielern, welche aus Klubs Rio de Janeiros stammten, so z. B. der spätere Admiral Mimi Sodré vom Botafogo FR oder sein Mitspieler Borgerth von Flamengo. 1914 trat er beim ersten Länderspiel einer Auswahl Brasiliens an. Das Freundschaftsspiel gegen Exeter City am 21. Juli 1914 in  Rio de Janeiro im Laranjeiras war das erste, wenn auch noch inoffizielle, Spiel einer brasilianischen Nationalmannschaft. Das zweite Spiel der Auswahl am 20. September 1914 in Buenos Aires gegen Argentinien wurde das erste offizielle Länderspiel Brasiliens, an welchem auch er teilnehmen durfte. Das vierte und zweite offizielle Spiel der Nationalelf am 27. September 1914, war das erste Spiel um die Copa Roca gegen Argentinien. Die Auswahl um Arthur Friedenreich, einen der besten Fußballer seiner Zeit, konnte die Partie mit 1:0 für sich entscheiden und Nery seinen ersten internationalen Erfolg feiern. 1916 nahm er an der ersten Ausgabe der Copa América des Campeonato Sudamericano 1916 teil, hier erreichte er mit dem Team hinter Uruguay und Argentinien den dritten Platz. Nach dem Turnier kam Nery nur noch 1917 zu zwei inoffiziellen Spielen gegen den Dublin FC aus Uruguay und Club Sportivo Barracas Bolívar aus Argentinien. Insgesamt bestritt Nery für die Nationalmannschaft neun Spiele, davon fünf offizielle.

## Erfolge
Nationalmannschaft
- Copa Roca: 1914

Fluminense
- Staatsmeisterschaft von Rio de Janeiro: 1911

Flamengo
- Staatsmeisterschaft von Rio de Janeiro: 1914, 1915